# 廣播聯賣
廣播聯賣（英语：Broadcast syndication）是指在廣播網不經手的情況下，各電視台和廣播電台直接获取電視和廣播節目的播放權。在節目播出時間是由全國廣播網與獨立地方結盟電台協調設定的國家中，廣播聯賣是一種十分普遍的播放權銷售方式，在美國尤其常見。而大多數其他國家的電視網採各自集中管理，或沒有地方結盟電視台合作，因此廣播聯播在這些國家較為少見，但電視節目依然可能以國際聯賣的方式在其他國家播出。在電影業界，電影的配銷是由電影發行商執行。

## 聯賣型式
- 首播聯賣（英语：First-run syndication）是指節目在製作時即設定為以聯賣型式直接銷售給各地方獨立電視台。[1]
- 離電視網聯賣（英语：Off-network syndication）是指節目首播於特定電視網旗下電視台，或以首播聯賣的形式推出後，接著再銷售給其他地方電視台重播。離電視網聯賣重播通常出現在較小型電視網的合作電視台，這些較小型的電視網（例如哥倫比亞華納廣播公司、福克斯廣播公司）的黃金時段較三大電視網短少一小時。離電視網聯賣常發生在已推出四季或85-100集的節目上。在聯賣市場成功的節目將能平衡製作支出，並賺取利潤。[1]
- 公共廣播聯賣是指將節目銷售給公共廣播網（例如美國公共電視網）旗下的電視台。

## 國際廣播聯賣
廣播聯賣也適用於國際市場。相同語系的國家經常互相進行節目的聯賣，例如同為英語系國家的英國和澳洲的電視節目。另外一個例子是英國、墨西哥、巴西或阿根廷的節目以聯賣方式在美國的地方電視台播出，而美國的電視節目則同樣以聯賣的方式在世界其他國家播放。
最具知名度的國際聯賣節目之一是《大青蛙劇場》，該節目由英格蘭赫特福德郡的艾爾斯翠工作室（Elstree Studios）製作，於英國獨立電視台播出，並同時在世界各地其他國家播映，包括美國的公共電視台（PBS）與加拿大的國營頻道（CBC）。在1970年代，有許多英國的喜劇節目以聯賣方式在美國及世界各地播出，包括《不文山鬼馬表演》和《蒙提·派森的飛行馬戲團》等。多部肥皂劇和長壽影集也成功地在全球播映。
知名電視影集《CSI犯罪現場》在有線電視頻道首播聯賣中，每集可賺取160萬美元。該節目有許多不同的版本，並在國際上過得成功。《CSI犯罪現場》在美國和世界上的受歡迎程度讓該節目俱有推向國際聯賣市場的條件。無論是在哪一個國家製作，節目的經濟價值與國際銷售的潛力是決定聯賣可能性的主要原因。

## 備註
1. ↑  「Broadcast syndication」在中文世界中並無常用的同義詞，中國翻譯將「Syndicate」音譯為「辛迪加」（Companies & Gomery, 2000／詹正茂等譯，2006，第四章），而台灣部分譯者則將其翻為「聯賣」。資料來源：張時健.  (新聞學系论文). 國立政治大學. 2009  [2014-03-10]. （原始内容存档于2021-08-15） （中文）.

## 資料來源
1. 1 2  Campbell, Richard, Christopher R. Martin, and Bettina Fabos. "Sounds and Images." Media and Culture: An Introduction to Mass Communication. Boston: Bedford/St. Martin's, 2000. 113.
2. ↑  Lotz, Amanda D. . New York: New York University Press. 2007: 86. ISBN 978-0-8147-5219-7.